# Williams FW44
A Williams FW44 egy Formula–1-es versenyautó, amelyet a Williams Racing versenyeztetett a 2022-es Formula–1 világbajnokság során. Pilótái Nicholas Latifi és Alexander Albon voltak, egy futam erejéig pedig az Albont helyettesítő Nyck De Vries- ő és Logan Sargeant kaptak abban az évben lehetőséget, hogy szabadedzésen vezessék az autót.

## Áttekintés
Az autó a 2022-es szabályváltozásoknak megfelelően került megépítésre, és ez volt a Williams első olyan autója, amelyet már teljes egészében az új tulajdonos Dorilton Capital, és Jost Capito csapatfőnök irányítása alatt alkottak meg. Külsőre szembetűnő a mélykék-fekete szín, amely jóval sötétebb tónust kölcsönöz az autónak, mint a korábbi években, amikor a világosabb színárnyalatú kék és a fehér domináltak. Az új szabályok nagy leszorítóerőt kívántak meg, ennek a Williams egy érdekes, rendkívül keskeny oldaldoboz-kialakítással tett eleget, mely a kasztni elejéről indulva lefelé tartva terelte az autó alá a levegőt, így keltve a kívánt szívóhatást. A riválisokhoz képest az FW44-es orra is határozottabb lejtést kapott. Ettől az évtől a Williams felhagyott a saját váltó gyártásával és átvették a Mercedes megoldását - noha a csapat néhány területen még mindig különc volt másokhoz képest, ilyen például, hogy továbbra sem építették a kormánykerékre a kijelzőket.
A Williams csapatát kevésbé érintette a mások versenyzését megnehezítő úgynevezett "delfinezés", amely a szívóhatás miatt kialakuló jellegzetes pattogás volt. Gondot jelentett viszont az autó tömege (akárcsak más csapatok esetében), és a szezon elején az FW44-es kasztnijáról több helyen lekerült emiatt a festés, és csak a csupasz szénszálas kasztni maradt. Fontolóra vették a festés szinte teljes eltávolítását is, azonban szponzorációs okokból erről letettek.
A brit nagydíjtól érkező első fejlesztési csomag új padlólemezt, új hátsó szárnyat, és új, a Red Bull megoldásához hasonló oldaldobozokat hozott magával. Később az első felfüggesztés is átalakításra került.

## A szezon
Nehezen indult az év a Williams számára, ugyanis bebizonyosodott, hogy továbbra is a leglassabbak között vannak. A két versenyző közül egyértelműen Albonnak feküdt jobban az autó, az első versenyeken először Ausztráliában csípett el egy tizedik helyet, majd Miamiban egy kilencedik hellyel szerzett további két pontot. Vele ellentétben Latifi egyáltalán nem érezte az autót, nem nagyon találta a helyét és rendre a mezőny végén végzett. Ennek ellenére a brit nagydíjon sikerült az időmérő edzés harmadik körébe kvalifikálnia, amire addig még Albon sem volt képes. Ugyanezen a futamon a rajtnál Albon egy hatalmas baleset részese volt: Csou Kuan-jü Alfa Romeója, amely fejreállva csúszott hatalmas sebességgel a fal felé, megpattant Albon autóján, nagy erővel eltaszítva azt. Ugyan elsőre nem tűnt komolynak az ütközés, Albont mégis beszállították a kórházba, de még aznap kiengedték.
A belga nagydíjon ismét remekelt Albon, aki (részben más versenyzők büntetései miatt, de) a Q3-ba jutva a hatodik rajthelyet szerezte meg. Azon a hétvégén az egyenesekben egyébként is a Williams volt a leggyorsabb, így több versenyzőt is maga mögött tudott tartani körökön keresztül, hiba nélkül, s így újabb pontot szerzett a csapatnak. Olaszországba is nagy reményekkel érkeztek, ám Albon vakbélgyulladással kórházba került, így a hétvége számára véget is ért a második szabadedzéssel. A helyére villámgyorsan beült az azon a hétvégén éppen az Aston Martinnál szabadedzésen részt vevő Nyck de Vries, aki parádés teljesítménnyel előbb bejutott az időmérő második körébe (onnan csak egy hiba miatt nem tudott továbbjutni), majd a versenyen a kilencedik helyen ért célba és két pontot szerzett. Szingapúrban balesetek miatt mindkét versenyző kiesett (ez volt az első kettős kiesésük az idényben), majd Japánban az egész addigi idényben csak vegetáló Latifi jól használta ki a nedves pálya adta körülményeket, és a kilencedik helyen ért célba. Sajnos az idény hátralévő részében a csapat nem szerzett több pontot, búcsúversenyének utolsó körében pedig Latifinek ki kellett állnia. A csapat így az utolsó helyen zárta a bajnokságot.

## Eredmények
| Év   | Csapat          | Motor          | Gumik | Pilóták         | Versenyek | Versenyek | Versenyek | Versenyek | Versenyek | Versenyek | Versenyek | Versenyek | Versenyek | Versenyek | Versenyek | Versenyek | Versenyek | Versenyek | Versenyek | Versenyek | Versenyek | Versenyek | Versenyek | Versenyek | Versenyek | Versenyek | Pontok | Helyezés |
| Év   | Csapat          | Motor          | Gumik | Pilóták         | BHR       | SAU       | AUS       | EMI       | MIA       | ESP       | MON       | AZE       | CAN       | GBR       | AUT       | FRA       | HUN       | BEL       | NED       | ITA       | SIN       | JPN       | USA       | MXC       | SAP       | ABU       | Pontok | Helyezés |
| ---- | --------------- | -------------- | ----- | --------------- | --------- | --------- | --------- | --------- | --------- | --------- | --------- | --------- | --------- | --------- | --------- | --------- | --------- | --------- | --------- | --------- | --------- | --------- | --------- | --------- | --------- | --------- | ------ | -------- |
| 2022 | Williams Racing | Mercedes M13 E | P     | Alexander Albon | 13        | 14 †      | 10        | 11        | 9         | 18        | KI        | 12        | 13        | KI        | 12        | 13        | 17        | 10        | 12        | VL        | KI        | KI        | 12        | 12        | 15        | 13        | 8      | 10.      |
| 2022 | Williams Racing | Mercedes M13 E | P     | Nicholas Latifi | 16        | KI        | 16        | 16        | 14        | 16        | 15        | 15        | 16        | 12        | KI        | KI        | 18        | 18        | 18        | 15        | KI        | 9         | 17        | 18        | 16        | 19 †      | 8      | 10.      |
| 2022 | Williams Racing | Mercedes M13 E | P     | Nyck de Vries   |           |           |           |           |           |           |           |           |           |           |           |           |           |           |           | 9         |           |           |           |           |           |           | 8      | 10.      |

- † – Nem fejezte be a futamot, de rangsorolva lett, mert teljesítette a versenytáv 90%-át.

## Fordítás
Ez a szócikk részben vagy egészben  a   Williams FW44 című angol Wikipédia-szócikk ezen változatának fordításán alapul.  Az eredeti cikk szerkesztőit annak laptörténete sorolja fel. Ez a jelzés csupán a megfogalmazás eredetét és a szerzői jogokat jelzi, nem szolgál a cikkben szereplő információk forrásmegjelöléseként.